# Al grito de este pueblo
 Al grito de este pueblo  es una película documental de Argentina filmada en colores dirigida por Humberto Ríos sobre su propio guion escrito en colaboración con Hebe Serebrisky y Jorge Hönning que se produjo en 1972 y nunca se estrenó comercialmente.
La película fue exhibida en el Foro Internacional del Nuevo Filme en Berlín en julio de 1972.

## Sinopsis
Documental sobre la situación del pueblo de Bolivia.

## Premios
La película fue galardonada con el Premio CIDALC en el Festival de Cine de Karlovy Vary.

## Comentarios
Peter B. Schumann dijo sobre el filme en Marcha:

«…señala a la vez, el comienzo de un nuevo desarrollo, de una nueva calidad en la película analítica: abarcan el contexto histórico y con ello suministran la demostración de que la miseria, la explotación, el imperialsismo y el neocolonialismo no son fenómenos superados…sino aspectos de una política sistemática opresiva de los pueblos latinoamericanos.» 

Juan Mascaró opinó que el filme es un:

«maravilloso fresco de su Bolivia natal, revolucionaria desde y hasta la medula.» 